# 撮镇镇
撮镇镇，是中华人民共和国安徽省合肥市肥东县下辖的一个镇。

## 行政区划
撮镇镇下辖以下地区：
先锋社区、撮东社区、撮西社区、马桥社区、建华社区、唐安社区、新安社区、长乐社区、大郭社区、瑶岗社区、义和社区、振兴村、华光村、河滨村、赵光村、龙塘村、大费村、旭光村、李六村、龙集村和仙临村。